# Wet Hot American Summer: First Day of Camp
Wet Hot American Summer: First Day of Camp è una miniserie televisiva statunitense creata da David Wain e Michael Showalter per Netflix.
La miniserie del 2015 è un prequel del film Wet Hot American Summer, diretto nel 2001 da David Wain. Nel 2017 Netflix ha annunciato una nuova serie, sequel del film, dal titolo Wet Hot American Summer: Ten Years Later.
Nell'estate del 1981, gli animatori e dei campeggiatori si apprestano ad affrontare il primo giorno al Camp Firewood, dando vita ad una serie di bizzarre disavventure.

## Interpreti e personaggi

### Principali
- Amy Poehler: Susie
- Bradley Cooper: Ben
- Paul Rudd: Andy
- Elizabeth Banks: Lindsay
- Janeane Garofalo: Beth
- Jason Schwartzman: Greg
- Marguerite Moreau: Katie
- Christopher Meloni: Gene
- Ken Marino: Victor Pulak
- Joe Lo Truglio: Neil
- Molly Shannon: Gail von Kleinenstein
- Michael Ian Black: McKinley Dozen
- Zak Orth: J.J.
- Michael Showalter: Gerald "Coop" Cooper
- Kristen Wiig: Courtney

### Secondari
- Jordan Peele: Alan
- John Slattery: Claude Dumet
- Michael Cera:
- Josh Charles: Blake
- Chris Pine: Eric
- H. Jon Benjamin: Mitch
- Judah Friedlander: Ron Von Kleinenstein
- "Weird Al" Yankovic: Jackie Brazen
- David Hyde Pierce: Prof. Henry Newman
- Lake Bell: Donna
- David Wain: Yoran
- Jon Hamm: Falcon
- Kevin Sussman: Steve
- Michaela Watkins: Rhonda
- Aisha Hinds: Amelia
- Richard Schiff: Dean Fairchild
- Paul Scheer: Dave
- Jayma Mays: Jessica
- Rob Huebel: Brodard Gilroy

## Puntate
| nº | Titolo originale | Titolo italiano          | Pubblicazione USA | Pubblicazione Italia |
| -- | ---------------- | ------------------------ | ----------------- | -------------------- |
| 1  | Campers Arrive   | Arrivano i campeggiatori | 31 luglio 2015    | 22 ottobre 2015      |
| 2  | Lunch            | Pranzo                   | 31 luglio 2015    | 22 ottobre 2015      |
| 3  | Activities       | Attività                 | 31 luglio 2015    | 22 ottobre 2015      |
| 4  | Auditions        | Audizioni                | 31 luglio 2015    | 22 ottobre 2015      |
| 5  | Dinner           | Cena                     | 31 luglio 2015    | 22 ottobre 2015      |
| 6  | Electro/City     | Electro-city             | 31 luglio 2015    | 22 ottobre 2015      |
| 7  | Staff Party      | Il party dello staff     | 31 luglio 2015    | 22 ottobre 2015      |
| 8  | Day Is Done      | La giornata è finita     | 31 luglio 2015    | 22 ottobre 2015      |